# Эль-Джудейда
Эль-Джудейда (араб. جديدة‎) — город в Ливане, на территории провинции Горный Ливан. Восточный пригород Бейрута. Административный центр района Матн.

## География
Город находится в западной приморской части Ливана, на расстоянии приблизительно 3 километров к востоку от столицы страны Бейрута. Абсолютная высота — 44 метра над уровнем моря.

## Археология
В районе города расположен ряд археологических памятников, которые были впервые описаны монахами-иезуитами. В отечественной археологии комплекс получил название Джудайда.

Джудайда I. Стоянка расположена на расстоянии 750 метров к северо-востоку от города, на левом берегу реки Нахр-Маут. В ходе раскопок были обнаружены артефакты, относящиеся к ашёльской культуре. Также были найдены предметы, относящиеся к периоду среднего палеолита, верхнего палеолита и неолитической традиции гигантолита. Все находки хранятся в Музее Древнего Ливана.

Джудайда II. Стоянка расположена на расстоянии 500 метров к северо-востоку от города. Здесь были открыты орудия, относящиеся к периоду верхнего палеолита.

Джудайда III. Памятник расположен на поросшем лесом холме к северо-северо-западу от населённого пункта Аамарийе. В ходе раскопок были обнаружены предметы, относящиеся к Караунской культуре.